# 骨が腐るまで
『骨が腐るまで』（ほねがくさるまで）は、内海八重による日本の漫画作品。漫画アプリ「マンガボックス」にて、2016年22号より2018年10号まで連載された。単行本は講談社より全7巻。

## あらすじ
八ツ森中ミステリー5と言われる、幼なじみ5人組にはある秘密があった。それは、11歳の夏に殺人を犯し、死体を埋めたこと。彼らは、毎年夏祭りの日に、死体を確認する儀式を行う。
しかし、事件から5年が経った16歳の夏、死体は何者かに盗まれてしまう。死体を盗んだという謎の男からの脅迫電話を受け、5人は数々の指令の実行に移していく。

## 登場人物
中村 信太郎（なかむら しんたろう）
本作の主人公。幼なじみ5人組の1人。学校では地味で無個性な人間として扱われ、椿らと比べて影は薄い。椿とは疑似的な姉弟関係を築いている。また、椿の彼氏である明にはヒーローとして心酔されている。咄嗟の判断力・行動力において優れており、5人の中ではリーダーとして振る舞う。
豊島 椿（とよしま つばき）
才色兼備な学園のヒロイン。幼なじみ5人組の1人。明と付き合っており、美男美女カップルとして名を馳せている。普段はクールだが、平然と冗談を飛ばす一面も持つ。信太郎とは仲が良く、毎朝起こしに行くなど、疑似的な姉弟関係を築いている。
神崎 明（かんざき あきら）
生徒会長を務める美少年。幼なじみ5人組の1人。全国模試でも常にトップ10に入る秀才。椿と付き合っており、学園では憧れの存在だが、信太郎のことをヒーローとして尊敬している。16歳の夏、死体を別の場所に運ぶことを提案した。
二枚堂 竜（にまいどう りゅう）
幼なじみ5人組の1人。もともとは金髪の不良で「凶犬」と称されていたが、黒髪眼鏡という真面目な出で立ちになっている。時には荒々しい行動を見せるが、普段は5人の中でも常識人として振る舞う。信太郎とは悪友で、2人で謎の誓いを立てている。遥に好意を抱いている。
永瀬 遥（ながせ はるか）
幼なじみ5人組の1人。巨乳の美少女で、男を惑わす小悪魔的存在として学校で名を馳せている。昔は男の子のような見た目だった。信太郎に恋心を抱き、彼にアプローチを見せる。
死体泥棒（したいどろぼう）
5人が埋めた死体を盗み、携帯電話で脅迫する謎の男。一人称は「ボク」。普段はおちゃらけた口調だが、激情しやすく、激しい口調で怒鳴ることも多い。

## 書誌情報
- 内海八重『骨が腐るまで』講談社〈講談社コミックス〉、全7巻
  1. 2016年10月7日発売[1]、ISBN 978-4-06-395756-3
  2. 2017年1月6日発売[2]、ISBN 978-4-06-395838-6
  3. 2017年4月7日発売[3]、ISBN 978-4-06-395911-6
  4. 2017年7月7日発売[4]、ISBN 978-4-06-510032-5
  5. 2017年10月6日発売[5]、ISBN 978-4-06-510234-3
  6. 2018年1月9日発売[6]、ISBN 978-4-06-510720-1
  7. 2018年4月9日発売[7]、ISBN 978-4-06-511271-7